# ティターンズ
- 機動戦士Ζガンダム > ティターンズ
- ADVANCE OF Ζ ティターンズの旗のもとに > ティターンズ

ティターンズ (Titans) は、「ガンダムシリーズ」のうち宇宙世紀を舞台とする作品に登場する架空の軍閥。初出は、1985年放送のテレビアニメ『機動戦士Ζガンダム』。
一年戦争終結後も敗戦を認めず、各地で抵抗を続けていたジオン公国軍の残党を掃討することを目的に設立された地球連邦軍の特殊部隊。「地球至上主義」を唱え、スペースコロニーの居住者である「スペースノイド」に対しても強硬な姿勢をとっており、反発する連邦軍将兵によって事実上の対抗軍閥であるエゥーゴが組織されている。

## 歴史

### 設立の経緯
宇宙世紀0083年10月に勃発した、当時地球圏最大のジオン残党勢力「デラーズ・フリート」による反乱（デラーズ紛争）は、地球連邦政府に公国軍残党に対する脅威を認識させる。同年12月、デラーズ紛争時の地球連邦軍准将であるジャミトフ・ハイマンの提唱により、連邦軍内に「ジオン残党狩り」を目的とした精鋭特殊部隊が設立された。これが「ティターンズ」である。
名称はギリシア神話に登場するティーターン神族に由来しており、「大地の子ら」という意味であることからも、彼らのエリート意識とアースノイド至上主義を如実に表している。また、旧世紀からの歴史を持つ秘密結社ローゼンクロイツとの繋がりも有しているという。
部隊章は“翼を広げた猛禽”がモチーフとなっている。

### 勢力の拡大
ティターンズの創設者兼最高司令官となったジャミトフは、地球に住む人々の一年戦争の傷とスペースノイドへの恐れを利用し、彼らが第2のジオン公国を生み出す恐れがあるという旨を唱え、予算を獲得していく。また、ジャミトフは大陸復興公社と、地球の賭博組合であるインターナショナル国債管理公社の総裁でもあり、それが彼の資金源となる。
デラーズ紛争直後のジオン残党に対する危機感が募っていた時代でもあるため、ティターンズは連邦軍内部で勢力を徐々に拡大。アポロ作戦の前後には地球連邦政府議会で地球連邦軍をティターンズの傘下に置く法案決議が満場一致で可決され、一時は連邦軍の全権を掌握するまでに至った。しかしティターンズの行動には強引なものが多く、30バンチ事件などといった非人道的作戦もしばしば遂行している。このことがティターンズへの反発を強くし、反対勢力を結束させていくことになる。その代表ともいうべき勢力が、連邦軍のブレックス・フォーラ准将などによって反ティターンズ派の連邦軍人を中心に組織されたエゥーゴであった。
これらの非人道的作戦の多くはティターンズの実戦部隊トップであるバスク・オム大佐やその腹心であるジャマイカン・ダニンガン少佐によって指揮されており、創設者ジャミトフの意向に沿ったものではないことが小説版では明らかにされている。ただ、ティターンズの将兵のほとんどは非人道的な作戦の情報自体を知らず、ダカール守備隊のアジス・アジバ中尉のように他部隊の悪行に介入せず（むしろダカール守備隊はアウドムラ追撃作戦中のジェリドのバイアランの攻撃を阻止している）、実直にただジャミトフだけを尊敬崇拝している人物もいる。しかし、ジャミトフが政治活動に専念していたこともあり、次第にティターンズはバスクの私物と化していき、さらにグリプス戦役後期にはパプテマス・シロッコが台頭していった事で、ジャミトフはティターンズの舵取りができなくなっていった。
『機動戦士ガンダム カタナ』では、UC0084に起きた事件によって連邦軍内で優勢だった2つの派閥が衰退した結果、ティターンズの台頭を招いたとしている。

### グリプス戦役
宇宙世紀0087年3月2日、ティターンズが開発した新型モビルスーツ（MS）ガンダムMk-IIが、エゥーゴに奪取されたことをきっかけに、エゥーゴ・ティターンズの間に約1年間に及ぶグリプス戦役が勃発する。当初は宇宙空間で小規模な戦闘がおこなわれる程度だったが、両者の争いが激しさを増すにしたがい、ティターンズは過激な手段をとるようになる。
以下は劇中で描写された具体例である。
- カミーユ・ビダンの両親を人質に取ってエゥーゴに対して奪われたガンダムMk-IIとカミーユの引き渡しを要求。さらに脅しのためにカミーユの母ヒルダをカプセルに閉じ込めて宇宙空間に放ち、救出に来たカミーユの目の前で死亡させる。作戦に従事した自軍兵士に対しては人質入りのカプセルを爆弾と称する虚偽の説明をし、敵がカプセルを奪おうとしたらカプセルを破壊するよう命じる。
- 地球連邦軍の拠点ジャブローへエゥーゴの部隊を誘き寄せ、連邦軍基地守備隊やティターンズ追撃隊が犠牲になることを顧みずに仕掛けておいた核爆弾によって殲滅を目論む。
- 民間人が多数居るニューホンコンにカラバ襲撃の名目でサイコガンダムを突入させ、市街地に甚大な被害を出す。
- エゥーゴの指導者ブレックス・フォーラを、連邦首都ダカールで暗殺する。
- エゥーゴの本拠の月面都市グラナダへのコロニー落としを企てる。
- エゥーゴ寄りの姿勢のサイド2にG3ガスやコロニーレーザーによる無差別攻撃を実施する。
- 国際法を無視して中立コロニーのサイド2・13バンチにハイザック・カスタムを潜ませ、エゥーゴのMSを狙撃する。
- エゥーゴの拠点の月面都市フォン･ブラウンの宇宙港に停泊するアーガマを爆破しようとしてパイプラインと市街地の一部を破壊する。
- エゥーゴに参戦した連邦軍人ブライト・ノアの妻ミライ、および彼らの子供のハサウェイとチェーミンを人質に取る。

なお『機動戦士Ζガンダム Define』では、その行動はさらに横暴で過激さを増したよう描写されており、ジャブローを脱出した連邦軍将兵を口封じのために集団虐殺するほどである。
それでも情報の隠蔽などによってティターンズは地球連邦での影響力を保持していたが、エゥーゴのクワトロ・バジーナ大尉ことシャア・アズナブルが地球連邦議会を占拠して行ったダカール演説で連邦軍の私物化を非難され、さらにジェリド率いる部隊が連邦軍のダカール防衛隊を攻撃し、議事堂に流れ弾を命中させる様がテレビで生中継されることでその暴虐ぶりを自ら証明する形となり、議員のみならず地球の一般市民や連邦軍から非難の的となり信用・支持までも失い、各地で反対運動が展開されることとなる。
公国軍残党の掃討を目的に設立された組織でありながら、エゥーゴに対抗するために紛争中期には本来の戦うべき相手である、地球圏へ帰還した公国軍残党組織「アクシズ」と共闘を模索している。最終的にアクシズとは数度の戦闘と会談を経て決裂したうえ、最後の会談ではアクシズ摂政ハマーン・カーンが「地球連邦軍はティターンズと手を切りたがっている」と発言しており、ティターンズに協力しない姿勢を示される。
グリプス戦役終盤には拠点のゼダンの門を失い、さらに切り札として用意していたコロニーレーザー「グリプス2」がアクシズに制圧され追い込まれていく中、シロッコがハマーンとの会談の混乱に乗じて指導者のジャミトフを暗殺、さらにジャミトフ亡きあとの後継者の地位を確実なものとするため、シロッコの部下であるレコア・ロンドによってバスクを暗殺する。以後のティターンズはシロッコによってほぼ完全に実権を掌握されるものの、すでにエゥーゴとアクシズの両勢力に対抗するだけの力は失われていた。
最終的に宇宙世紀0088年2月20日、エゥーゴがアクシズから奪取したグリプス2の周辺宙域に展開するエゥーゴ艦隊に対して総攻撃を開始するも、2日後の2月22日にエゥーゴによるグリプス2のレーザー照射によりティターンズ艦隊は大打撃を被る。また、戦力回復を図って撤退しようとしたシロッコも戦死したため、ティターンズは実質的に壊滅し、生き残ったティターンズの将兵は大半が連邦軍に投降した。
『ADVANCE OF Ζ 刻に抗いし者』では、追い詰められたティターンズのテルアビブ分遣艦隊が地球全土に核攻撃を仕掛けようと独断行動をとるが、いずれもエゥーゴに阻止されている。

### グリプス戦役後
『ガンダム・センチネル』では、グリプス戦役終結直後に小惑星ペズンに駐留する教導団の一部青年将校がティターンズが唱えた地球至上主義に共鳴し、スペースノイド主体のエゥーゴが連邦軍の主導権を握ることを良しとせずに「ニューディサイズ」を名乗り、武装決起する事件（ペズンの反乱）が発生している。
ティターンズの残存戦力の大半は連邦政府による原隊復帰命令に従って順次恭順していったが、政治的な立場の悪化は明らかであり、冷遇を避けられない状況は明らかだった。その結果、ティターンズを利用するだけ利用した体制側（連邦政府）がエゥーゴに同調してティターンズを切り捨てたことを許せなかったり、連邦軍の実権を握ったエゥーゴによる元ティターンズ兵への報復的な処罰を恐れたなどの理由で、親ティターンズ派の月面都市エアーズへ逃れたり、彼らが本来討つべき対象であるはずのジオン軍残党であるネオ・ジオン軍の一部隊としてその後の戦乱を戦ったものも少なからず存在する。ほかにも、民間軍事会社テミスが元ティターンズ兵を受け入れている。
また、元ティターンズの兵士の一部は、連邦軍から責任をなすり付けられる形で裁判に掛けられ、不当な処罰を受けている。さらに、戦後は連邦軍の一部であったことすら認められていないような描写もあり、第二次ネオ・ジオン抗争期にはシャアやアムロ・レイ、ブライト・ノアから反地球連邦運動のレッテルを貼られている。このため、ティターンズ出身というだけで冷遇され、トリントン基地のような僻地に送られた兵士もいる。しかし、それはティターンズに集められた優秀な軍人をことごとく逼塞させて、連邦軍の再建に必要とされる才能を無駄にする結果となり、連邦軍の急速な弱体化をもたらした。
『A.O.Z Re-Boot ガンダム・インレ-くろうさぎのみた夢-』では、トリスタンを中心とする一派が公国軍残党同士が争う火星に落ち延び、ガンダムTR-6を手土産に劣勢の「レジオン」に合流するが、同勢力が勝利後に戦力の一切を取り上げられ、のちに敗れた「ジオンマーズ」と結託して叛乱を起こしている。
『機動戦士クロスボーン・ガンダム DUST』では、宇宙世紀0160年代に活動が確認できる地球連邦軍の特殊部隊「キュクロープス」はティターンズの後継組織を自称している。ティターンズのものを踏襲した制服を採用しているほか、当時の連邦政府の著しい統制力の低下から正規軍ですら第2期MSやビーム兵器といった先進装備の製造・運用に不安を抱えているという背景もあり、辛うじて製造ラインが稼働していたジェムズガンの他にアッシマーやハンブラビといった往年の可変MA・MSを再設計した機体を戦力に採用している。

## 構成人員
最高司令官はジャミトフ。軍事的な指揮はグリプス方面軍司令のバスク・オムが執る。主なメンバーについては機動戦士Ζガンダムの登場人物（ティターンズ）、ティターンズ・テスト・チーム（T3部隊）をそれぞれ参照。
代表的な部隊には、コンペイトウ方面軍司令のオットー・ペデルセンの率いるT3部隊やジュピトリスを母艦とするパプテマス・シロッコの部隊がある。組織の理念上構成員のほとんどは地球出身者（アースノイド）であるが、ごく稀にスペースコロニー出身の者が加わり、末期には木星船団のシロッコをその能力を見込んだジャミトフが傘下に加えた。一年戦争やデラーズ紛争を戦い抜いたベテランのほか、ガンダムのパイロット経験者も所属しているうえに、選抜過程が難関であるため、連邦軍に於ける特権階級・エリートとして認知され、ジオン残党を排除する精鋭部隊として、実力のある将校や意欲的な若い士官や技術者が集まることにより、連邦最先端の軍事技術を駆使する実戦的な組織としての実力も充実していく。
急造のエリート組織につきものの問題として、構成員にはエリート意識が強く横柄な人間もおり、第2話ではバスクに抗議した連邦軍人のブライトに対してカクリコン・カクーラーは彼より階級が下であるにもかかわらず「ティターンズでは一般の軍律は通用しない」として殴りつけ、他のメンバーも加わり袋叩きにしているのを、バスクは平然と黙認している。さらには実戦や現場の状況を理解できない温室育ちの人物もおり、同じく第2話でブライトがジェリド・メサに対しそれを指摘している。MS事故や一般兵・民間人への暴行をたびたび起こしていることや、スペースノイドに対する強い差別意識から弾圧を加えることもあり、彼らからの印象は良くない。また、「ティターンズは一般軍人より1階級上として遇される」というローカルルールを作っており、ジャマイカン・ダニンガンが第6話で連邦軍人のライラ・ミラ・ライラに対し、それを語る場面がある。このようなことから、先述のライラやブラン・ブルタークのような一年戦争時代から実戦経験豊富な連邦軍人には嫌われている。小説版第1巻冒頭でも、「ジャブローの連邦軍人にとって、慇懃無礼で鼻持ちならない連中の代名詞になっていた」との記述がある。
なお、T3部隊を筆頭とするコンペイトウ駐留部隊は穏健的で、上記のような横暴さはなかったと言われている。また、ダカール防衛隊も一般人に迷惑をかける連邦兵をたしなめたり、街中で暴れまわる自軍機を制止しようとするなど、劇中では比較的良識が強調されている。上司のオットー・ペデルセンはスペースノイドへの偏見がなかったとも言われるが、上層部のジャミトフやバスクとは折り合いが悪く、彼らの横暴を阻止できずにいる。
「権力に驕って横暴の限りを尽くし、結局は地球環境を破壊するアースノイド」の急先鋒のようなイメージが持たれているが、ジャミトフの真意はアースノイドの既得権益の庇護ではなく、戦乱を利用して増えすぎた人口を減らすこと自体にあり、それによって地球の環境汚染を食い止め、己が人類を管理するものであるらしく、劇中ではシロッコがジェリドとマウアー・ファラオに対し語っている。ギレン・ザビにも似た考え方であるが、実際ジャミトフはギレンに強い影響を受けているようであり、思想や理念がバスクとは明確に異なる。また、ティターンズの初期の活動について、エリアルド・ハンターの弁護を担当したコンラッド・モリスは「発足当時のティターンズは優秀な将校や兵士が集まる、掛け値なしのエリート部隊であり、テロ行為の激減・戦後初期の急速的な進行が、それらを証明している。」と語るシーンもある。ただし、以後のティターンズは上記のように自らが権力と迎合した白色テロを再三行った上、独断で地球全土への無差別核攻撃を企てたテルアビブ分遣艦隊のニシザワ中佐のように完全な極右テロリストと化した例もある。
軍服は、黒と赤を基調としたデザインのものを着用している者が多いが、ヤザン・ゲーブルやシロッコのように独自のものを着用する者もいる。ノーマルスーツはエゥーゴと同様のデザインだが、“黒地に赤ライン”の物が支給され、ガンダムMk-IIなどのガンダム系MSおよびジム・クゥエルなどのティターンズが独自調達した機体やパイロットスーツは、俗に「ティターンズ・カラー」と呼ばれる暗い紺色で塗装されている。
ジオン公国軍の残党狩りという目的を掲げているため、設立当初は連邦政府内や軍部でティターンズの活動を支持する者も多かった。これには、一年戦争後も連邦軍内部で根強く残っているスペースノイドに対する差別意識や危機意識も関係している。ティターンズの組織としておこなった行為は残虐であるが、一般人どころか構成員ですら情報操作により30バンチ事件などを知らなかった。そのため、のちにエゥーゴへ転向したティターンズのエマ・シーンやソウイチ・オビノは、この事実を知って衝撃を受けている。
当のジャミトフも30バンチ事件や月へのコロニー落とし、サイド2への無差別攻撃、グリプス2をコロニーレーザーへ改造するなど、世間からの反感を増幅しかねない急進派の行為には、難色を示していたようである。実際、これらの行為はバスクやジャマイカンをはじめとする急進派がほとんど独断でおこなったものであり、組織としての統制も規律も自制もグリプス戦役の終結を待たずして失われていく。

## 主要戦略拠点
グリプス
サイド7宙域のグリーン・ノアは、かつてV作戦におけるガンダム等のMSを極秘裏に試験していたコロニーでホワイトベース隊のメンバーの居留した場でもある。
シャア・アズナブル少佐（当時）麾下の部隊がV作戦用の一連の兵器を受領に来たホワイトベース入港を偵察した際、交戦状態に陥ったため1バンチコロニーは中破するが、戦後に修復されてグリーン・ノア1（グリーン・オアシス）の名称で通常の居住区画として、主に軍関係者や軍人が居住している。
戦後の復興時にサイド3より密閉型コロニー2基を移動させ、そのコロニーを繋ぎ合わせるという強引な手法で2バンチコロニー、グリーン・ノア2を造り上げる。このグリーン・ノア2にバスク・オムが付けた別名がグリプスである。こちらには主に造兵工廠および軍事拠点（参謀本部など）が存在する。なお戦後の復興事業は一年戦争当時ですら1バンチが建造途中だった事もあってか大きく遅れているようで、エゥーゴの潜入作戦時でも2バンチまでしか建造されていない。
グリプス戦役中盤、ティターンズはグリーン・ノア2を分離し、片方を移動式コロニーレーザー（グリプス2）として改装、当時エゥーゴの一大拠点であったサイド2付近へ回送している。（なお残ったグリプス1はサイド7に置かれ、ルナツー、旧ア・バオア・クーと共にゼダンの門を構成している）グリプス戦役終盤はグリプス2を巡りエゥーゴ、ティターンズ、アクシズによる争奪戦が展開されている。
コンペイトウ
サイド1宙域に浮かぶ宇宙要塞。かつてのジオン軍の宇宙要塞「ソロモン」である。宇宙世紀0083年の観艦式襲撃事件の後も鎮守府として運用されているが、『Ζガンダム』劇中には登場しない。後発作品の『ADVANCE OF Ζ ティターンズの旗のもとに』において、ティターンズの技術本部が置かれているとされた。基本的にティターンズの兵器はここで試験された後に実戦配備されることになっているが、グリプスによるガンダムMk-II開発発覚後にはおこなわれなくなっていき、各工廠・研究所の独自開発の乱発を招いていく。後に駐留連邦軍の反乱と呼応したエゥーゴ艦隊の攻撃によって撤退することになる。
ニューギニア
ジャブローに替わる地球上の戦略拠点の一つ。アウドムラ隊を中心としたカラバの攻撃によって陥落する。
キリマンジャロ
ニューギニアに替わる地球上の戦略拠点でアフリカ大陸での連邦軍最大拠点。山全体が要塞化されており、宇宙港も有するなどジャブロー同様に巨大な軍事拠点として描写される。シャアによるダカール演説の前に、エゥーゴ・カラバ連合軍による攻撃で陥落するが、総帥のジャミトフは直前に逃亡。ここを失ったことでティターンズは地球上の拠点を失い、戦いの場は宇宙へと移っている。
ダカール
連邦議会の所在地。ダカール演説ではエゥーゴ･カラバの撃退にダカール防衛隊が出動するが、キリマンジャロからの自軍追撃部隊が市街地で発砲し始めたため、ティターンズでの同士討ちに発展してしまう。
ゼダンの門
かつてのジオンの宇宙要塞「ア・バオア・クー」を改装し、サイド7付近に移動して再就役させたもの。正確には旧ア・バオア・クー、ルナツー、グリプス及びその周辺宙域を総称してゼダンの門という場合が多い。アクシズの衝突により旧ア・バオア・クーが崩壊。またルナツーの連邦軍もティターンズから離反。これによりティターンズは宇宙における一大拠点の一つを失い、グリプス戦役は終局へと向かう。

## 所属モビルスーツ
ティターンズ工廠以外で開発・生産されたMS・MA
- RGM-79Q ジム・クゥエル
- RX-80PR-4 ペイルライダーDII
- RMS-106 ハイザック
- RMS-106CS ハイザック・カスタム
- RMS-108 マラサイ
- RMS-117 ガルバルディβ
- RX-77-3 ガンキャノン重装型
- RX-110 ガブスレイ

- ORX-005 ギャプラン
- MRX-009 サイコガンダム
- MRX-010 サイコガンダムMk-II
- MRX-013-3 サイコ・ガンダムMk-IV G-ドアーズ
- NRX-033 マタ・ビリ
- NRX-044 アッシマー
- NRX-055 バウンド・ドック
- MSF-008(ORX-012)ガンダムMk-IV
- ORX-013ガンダムMk-V
- QRX-006 サイコシップ・ゲミヌス

- ジュピトリス艦内で製造された機体
  - PMX-000 メッサーラ
  - PMX-001 パラス・アテネ
  - PMX-002 ボリノーク・サマーン
  - PMX-003 ジ・O

ティターンズ工廠で開発・生産されたMS
- RX-178 ガンダムMk-II
- RX-272 ガンダムMk-III
  - RX-272-1 フリーア
  - RX-272-2 ハーピュレイ
  - RX-272-3 デュライ

- RMS-179 ジムII
- RX-136-1 ラクシャサ
- RX-139 ハンブラビ
- RX-160 バイアラン

- TR計画関連機体
  - TR-1
    - RX-121 ガンダムTR-1[ヘイズル]
      - RX-121-1  ヘイズル改 　
      - RX-121-2  ヘイズル2号機
      - RX-121-2A  アドバンスド・ヘイズル
      - RMS-154 バーザム

  - TR-2
    - YRMS106 ハイザック先行量産型
      - YRMS106+BL-85X バイザックTR-2［ビグウィグ］
（上記機体にビーム・キャノン・ユニットを追加）

  - TR-3
    - NRX-044 プロトタイプアッシマーTR-3［キハール］
（宇宙仕様、重力下仕様が存在）
    - RMS-117 ガルバルディβ高機動型

- - TR-4
    - RX-107 TR-4［ダンディライアン］
（コアモジュールはRX-107 ロゼット）

  - TR-5
    - ORX-005 ギャプランTR-5
      - ORX-005［ファイバー］
      - ORX-005［フライルー］
      - ORX-005［アドバンスド・フライルー］　

  - TR-6
    - RX-124 ガンダムTR-6［ウーンドウォート］

  - サポートユニット
    - FF-X29A G-PARTS [フルドド]
    - フルドドII
    - プリムローズ

- プロジェクト・セイレーネ関連機体
  - LRX-066 テラ・スオーノ
  - LRX-077 シスクード
  - LRX-088 デスパーダ

ティターンズ工廠の主な開発技術
- ムーバブルフレーム
- ドラムフレーム
- インコム
- システム・ファブニール